# Vereinbarkeit von Familie und Dienst in der Bundeswehr
Das Konzept der Vereinbarkeit von Familie und Dienst in der Bundeswehr ist eine Konkretisierung des allgemeineren Konzepts der Vereinbarkeit von Familie und Beruf für Angehörige der Bundeswehr. Zugleich steht der Begriff für die politische Zielsetzung, durch eine bessere Vereinbarkeit von Familie und Dienst insbesondere für die Soldaten der Bundeswehr die Attraktivität der Bundeswehr als Arbeitgeber zu steigern. Zur Abfederung bzw. Milderung von familiären Belastungen sind bestimmte Regelungen und Maßnahmen zur Vereinbarkeit von Familie und Dienst vorgesehen, insbesondere im Hinblick auf Elternzeit, Kinderbetreuung, familiengerechte Arbeitszeiten und Teilzeitarbeit.

## Hintergrund
Zur regulären Dienstzeit kommen Bereitschaftsdienste, jederzeit mögliche zusätzliche Dienste, häufige und lange Abwesenheiten (für Dienstreisen, Lehrgänge, Übungen und Seefahrten) und häufige Versetzungen an andere Dienstorte. Soldaten und Offiziere der Streitkräfte leben aufgrund der Art ihrer Tätigkeit oft in Fernbeziehungen, typischerweise Wochenendbeziehungen. Dienstliche Erfordernisse, vor allem Erfordernisse der Einsatzbereitschaft bzw. Gefechtsbereitschaft vor allem mit Bezug auf Auslandseinsätze, stehen dabei per se in einem Spannungsverhältnis zu familiären und partnerschaftlichen Belangen.
Mögliche eigene emotionale Nöte und Ängste bei Militäreinsätzen sowie eventuell auftretende posttraumatische Belastungsstörungen können eine zusätzliche Belastung für Familienangehörige von Soldaten bilden.

## Gesetzliche und dienstliche Regelungen
Das Grundgesetz verpflichtet die Bundeswehr als Dienstherrn, für den Schutz von Ehe und Familie zu sorgen; allerdings verpflichtet es sie laut Rechtsprechung „nicht aber dazu, das Zusammenleben von Ehegatten in jeder Hinsicht und in jeder Lebenslage zu ermöglichen“.
Die Rechte und Pflichten von Soldaten sind durch das Soldatengesetz (SG) geregelt. Nach § 28 Abs. 7 Satz 2 SG haben Soldaten Anspruch auf Elternzeit unter Wegfall der Geld- und Sachbezüge mit Ausnahme der unentgeltlichen truppenärztlichen Versorgung. Zudem wird Berufssoldaten und Soldaten auf Zeit bis zu 12 Jahre lang Teilzeitarbeit im Umfang von mindestens der Hälfte der Rahmendienstzeit ermöglicht; nach § 30a SG ist dies allerdings grundsätzlich erst nach vier Dienstjahren möglich, und nur unter der Voraussetzung, dass der Soldat mindestens ein Kind unter 18 Jahren oder einen nach ärztlichem Gutachten pflegebedürftigen sonstigen Angehörigen tatsächlich betreut oder pflegt und dass dienstliche Gründe einer Teilzeitarbeit nicht entgegenstehen.
Eines der Ziele des Soldatinnen- und Soldatengleichstellungsgesetzes (SGleiG) ist es, eine bessere Vereinbarkeit von Familie und Soldatendienst zu ermöglichen. Abschnitt 3 des Gesetzes enthält Regelungen zur „Vereinbarkeit von Familie und Dienst für Soldatinnen und Soldaten“:
- § 12	Familiengerechte Arbeitszeiten und Rahmenbedingungen
- § 13	Teilzeitbeschäftigung und familienbedingte Beurlaubung
- § 14	Wechsel zur Vollzeitbeschäftigung, beruflicher Wiedereinstieg
- § 15	Benachteiligungsverbot bei Teilzeitbeschäftigung und familienbedingter Beurlaubung.

Die Vereinbarkeit von Familie und Dienst ist ein Gestaltungsfeld der Inneren Führung. Am 21. Mai 2007 wurde die Teilkonzeption „Vereinbarkeit von Familie und Dienst in den Streitkräften“ (TK VebkFamDstSK) erlassen. Sie hat das Ziel, die Belastungen zu mindern, die Familien von Soldaten aus dem Dienst in den Streitkräften entstehen und die Familie zumindest zwei Generationen übergreift. Daraus folgt jedoch kein konkreter Rechtsanspruch eines Soldaten auf bestimmte Maßnahmen.
Der Militärdienst steht dem Anspruch auf Mutterschutz und Elternzeit nicht entgegen: das Mutterschutzgesetz und Bundeselterngeld- und Elternzeitgesetz gelten im vollen Umfang auch für Soldaten. Zudem gilt die Mutterschutzverordnung für Soldatinnen (MuSchSoldV), die u. a. eine Meldepflicht der Schwangerschaft festlegt. Bezüglich der Elternzeit gilt, dass nach einem halben Jahr der Anspruch auf den alten Dienstposten erlischt. Ein Anteil von bis zu 12 Monaten der insgesamt maximal dreijährigen Elternzeit kann noch solange gewährt werden, wie mindestens ein Kind unter 18 Jahren tatsächlich betreut wird, eine Abstimmung mit den dienstlichen Interessen vorausgesetzt.
Am 7. Juli 2016 stimmte der deutsche Bundesrat dem vom Deutschen Bundestag am 7. Juli 2016 verabschiedeten Gesetz zur besseren Vereinbarkeit von Familie, Pflege und Beruf für Beamtinnen und Beamte des Bundes und Soldatinnen und Soldaten sowie zur Änderung weiterer dienstrechtlicher Vorschriften zu. Dieses Gesetz führt einen Rechtsanspruch auf Familienpflegezeit und Pflegezeit ein, ähnlich wie er für andere Arbeitnehmer im Pflegezeitgesetz festgelegt ist. (Zu allgemeinen die Vereinbarkeit berührenden und u. U. teils auch für Bundeswehrangehörige geltenden Gesetzen siehe auch: Vereinbarkeit von Familie und Beruf in einzelnen Staaten#Gesetze; eine exemplarische Übersicht über Gesetze und Verordnungen zur Vereinbarkeit von Familie und Dienst in den Streitkräften ist im Anhang des „Handbuch Vereinbarkeit von Familie und Dienst“ aufgeführt.)
Durch das Bundeswehr-Dienstleistungszentrum werden Bundeswehrangehörige und ihre Familien in sozialen Fragen und Problemen beraten.

## Politik und Streitkräfte
Die „Vereinbarkeit von Familie und Soldatenberuf“ war eines der durch den damaligen Verteidigungsminister Thomas de Maizière verfolgten Ziele bei der Bundeswehrreform. Nach dieser Reform, mit der Aussetzung der Pflicht zur Ableistung des Grundwehrdienstes zum 1. Juli 2011 und der Reduktion des Personalumfangs 250.000 auf 185.000, rückte die Notwendigkeit der Attraktivität der Bundeswehr als Arbeitgeber aus sicherheitspolitischen Gründen stärker ins politische Interesse. Zugleich galt es, die Bundeswehr in der Mitte der Gesellschaft verankert zu wissen und zu vermeiden, dass die Bundeswehr vorrangig aus Alleinstehenden und Geschiedenen bestehen könnte.
Der Jahresbericht des Wehrbeauftragten 2012 (kurz: „Wehrbericht 2012“) berichtete von einem stetigen Anstieg der Zahl der Eingaben, in denen eine mangelnde Vereinbarkeit von Familie und Dienst beklagt wurde.
Im Juni 2013 wurde der Abschlussbericht einer vom Bundesverteidigungsministerium in Auftrag gegebene, von KPMG durchgeführten Studie fertiggestellt. Unter anderem wurde darin die Schlussfolgerung gezogen, dass – entgegen einer seit 2008 praktizierten pauschalen Ausnahmeregelung – die EU-Arbeitszeitrichtlinie grundsätzlich und unmittelbar auf die Bundeswehr anzuwenden sei, mit Ausnahme von Einsätzen und u. U. der hierfür erforderlichen An- und Abreise.
Bundesverteidigungsministerin Ursula von der Leyen formulierte im  Januar 2014 das Ziel, die Bundeswehr zu einem der attraktivsten Arbeitgeber in Deutschland zu machen, und hob in ihrer ersten Bundestagsrede als Verteidigungsministerin dieses Ziel – neben der Sinnfrage und dem Erfordernis einer guten Ausrüstung – als eines von drei für die Bundeswehr entscheidenden Punkten hervor; zur Erreichung dieses Zieles bezeichnete sie die Vereinbarkeit von Dienst und Familie als das wichtigste Thema. Hierzu gehörten Teilzeitarbeit für Soldaten, Kinderbetreuung auch in den Kasernen, Lebensarbeitszeitkonten und weniger Versetzungen.
Die gesellschaftliche Rückmeldung zu diesem politischen Vorstoß war gemischt. Teils erntete er Kritik und sogar Spott, teils wurde eine Umgestaltung der Bundeswehr zum familienfreundlichen Arbeitgeber als „ein weiterer Schritt in die richtige Richtung zu mehr Geschlechtergerechtigkeit“ aufgefasst. Bei aktiven Soldatinnen und Soldaten waren die Reaktionen auf die Initiative der Ministerin meist positiv. Die Vereinbarkeit von Familie und Dienst scheint bei vielen Streitkräfteangehörigen entscheidendes Kriterium bei der Entscheidung über eine Weiterverpflichtung zum Berufssoldaten zu sein.
Wenige Tage nach von der Leyens Ankündigung fand die angesetzte Besprechung des Wehrberichts 2012 im deutschen Bundestag statt; bald darauf stellte der Wehrbeauftragte Hellmut Königshaus den nächsten Wehrbericht 2013 vor, dem zufolge rund zehn Prozent der 5.095 Eingaben aus der Truppe die Vereinbarkeit von Familie und Dienst betrafen. Königshaus begrüßte von der Leyens Vorstoß und mahnte, erforderlichenfalls auch zusätzliche finanzielle Mittel zur Verfügung zu stellen.

## Soziologie
Die Soziologie kennt die Betrachtung von Familie und Militärdienst unter dem Gesichtspunkt von „Greedy Institutions“. Bei dieser Betrachtung wird deutlich, dass das Spannungsverhältnis zwischen dienstlichen und familiären Belangen nicht nur im Zeitaufwand begründet ist und sich nicht durch dessen Verringerung allein lösen lässt: „dass sich auch bei einer halbierten Kontingentzeit (wie im Falle von Soldaten, die ihre Einsatzzeit mit einem Kameraden splitten) nicht die mit der Trennung zusammenhängenden Belastungen für die Familien und Soldaten unweigerlich halbieren“, sondern meistens nur komprimiert erlebt werden.
Die Rede ist auch von einer organisationsinternen „Tradition der ubiquitären Demonstration von Stärke und Leistungsfähigkeit […], die beispielsweise zur Annahme von Arbeitsaufträgen mit unrealistischem Zeithorizont führt“ und einer „Norm eines übersteigerten Pflichtbewusstseins, das uneingeschränkte Verfügbarkeit impliziert und den Dienst generell über die Familie stellt“.